# Musashino Forest Sport Plaza
Il Musashino Forest Sport Plaza (武蔵野の森総合スポーツプラザ?, Musashino no mori sōgō supōtsu puraza) è un impianto sportivo polivalente indoor situato a Chōfu, nella metropoli di Tokyo.

## Storia
I lavori di costruzione dell'impianto, progettato dallo studio Nikken Sekkei, sono iniziati nel 2014 e l'inaugurazione della struttura è avvenuta il 25 novembre 2017. Nell'aprile del 2018 la struttura ha ospitato Continue with Wings, uno show ideato e prodotto dal pattinatore Yuzuru Hanyū, che ne è stato anche uno degli interpreti, per celebrare il suo secondo successo olimpico. Nello stesso anno, mentre l'Ariake Coliseum era sottoposto a lavori di rinnovo, l'impianto ha ospitato il Rakuten Japan Open Tennis Championships 2018. Nel 2019 è stato invece la sede di alcune partite della Volleyball Nations League maschile e di quella femminile.
Dopo uno slittamento di un anno a causa della pandemia di COVID-19, tra il 24 luglio e il 5 agosto 2021 l'impianto ha ospitato le gare di badminton e le prove di scherma del pentathlon moderno dei Giochi della XXXII Olimpiade. Dal 25 al 29 agosto hanno avuto invece luogo alcune delle gare di pallacanestro in carrozzina dei XVI Giochi paralimpici estivi.

## Caratteristiche
L'impianto ha superficie totale di circa 50 936 m² e si compone di due edifici. L'arena principale è in grado di accogliere fino a 10 000 spettatori e ha un campo da gioco di 4 900 m². L'edificio secondario ospita un altro campo da gioco e una piscina 50 × 25 metri con 8 corsie, che può essere divisa in due da un braccio mobile.